# Trichocera sardiniensis
Trichocera sardiniensis är en tvåvingeart som beskrevs av Petrasiunas 2009. Trichocera sardiniensis ingår i släktet Trichocera och familjen vintermyggor. Inga underarter finns listade i Catalogue of Life.